# سنگ‌نگاره نازیل ۲
سنگ نگاره نازیل ۲ در شهرستان خاش، بخش نوک آباد، دهستان نازیل، ۵/۷ کیلومتری شرق روستای نازیل واقع شده و این اثر در تاریخ ۲۸ شهریور ۱۳۸۶ با شمارهٔ ثبت ۱۹۶۵۷ به‌عنوان یکی از آثار ملی ایران به ثبت رسیده است.